# Hayneville
Hayneville és una població dels Estats Units a l'estat d'Alabama. Segons el cens del 2000 tenia 1.177 habitants.

## Demografia
Segons el cens del 2000, Hayneville tenia 1.177 habitants, 409 habitatges, i 294 famílies. La densitat de població era de 245,6 habitants/km².
Dels 409 habitatges en un 37,7% hi vivien nens de menys de 18 anys, en un 34,7% hi vivien parelles casades, en un 33,5% dones solteres, i en un 28,1% no eren unitats familiars. En el 27,1% dels habitatges hi vivien persones soles el 10,5% de les quals corresponia a persones de 65 anys o més que vivien soles. El nombre mitjà de persones vivint en cada habitatge era de 2,8 i el nombre mitjà de persones que vivien en cada família era de 3,45.
Per edats la població es repartia de la següent manera: un 32,7% tenia menys de 18 anys, un 11,8% entre 18 i 24, un 25,1% entre 25 i 44, un 17,8% de 45 a 60 i un 12,6% 65 anys o més.
L'edat mediana era de 30 anys. Per cada 100 dones hi havia 88 homes. Per cada 100 dones de 18 o més anys hi havia 81,7 homes.
La renda mediana per habitatge era de 19.554 $ i la renda mediana per família de 22.788 $. Els homes tenien una renda mediana de 22.396 $ mentre que les dones 20.417 $. La renda per capita de la població era de 9.556 $. Aproximadament el 35,2% de les famílies i el 35,8% de la població estaven per davall del llindar de pobresa.

## Poblacions més properes
El següent diagrama mostra les poblacions més properes.